# Заозер'є (Гатчинський район)
Заозер'є (рос. Заозерье) — присілок у Гатчинському районі Ленінградської області Російської Федерації.
Населення становить 34 особи. Належить до муніципального утворення Дружногорське міське поселення.

## Географія
Населений пункт розташований на південній околиці міста Санкт-Петербурга.

## Історія
Згідно із законом від 16 грудня 2004 року № 113—оз належить до муніципального утворення Дружногорське міське поселення.

## Населення
| 1838 | 1848 | 1862 | 1928 | 1958 | 1997 | 2007 |
| ---- | ---- | ---- | ---- | ---- | ---- | ---- |
| 139  | ↘98  | ↗185 | ↗461 | ↘275 | ↘55  | ↘45  |
| 2010 | 2017 |      |      |      |      |      |
| ↗64  | ↘34  |      |      |      |      |      |